# Guro Bergsvand
Guro Bergsvand (3 marzo 1994) è una calciatrice norvegese, difensore del Brighton & Hove e della nazionale norvegese.
È la figlia di Jo Bergsvand, ex calciatore con oltre 100 presenze con il Vålerengen e una presenza in nazionale.

## Carriera

### Club e calcio universitario
Dopo le prime esperienze con l'Heming, dal 2011 Bergsvand veste la maglia del Lyn, rimanendo legata al club di Oslo per tre stagioni.
Nel 2014 si trasferisce alle ex campionesse di Norvegia dello Stabæk, facendo il suo debutto in Toppserien il 21 aprile, alla 1ª giornata di campionato, nella netta vittoria interna per 5-0 sull'Amazon Grimstad. Trovando tuttavia poco spazio, per lei solo 6 presenze in campionato, delle quali 3 da titolare e poi tanta panchina, decide di trasferirsi negli Stati Uniti d'America per approfondire gli studi all'Università della California - Berkeley e giocare nel frattempo nella squadra di calcio femminile universitario dell'ateneo, le California Golden Bears. Negli anni successivi alterna l'impegno universitario al ritorno, quando libera da impegni scolastici, in patria, vestendo nuovamente la maglia del Lyn e maturando, tra il 2015 e il 2017, 11 presenze, realizzando 3 reti e aiutando il club di Oslo a trovare la promozione in Toppserien alla fine della stagione 2017. nella sua parentesi statunitense ha inoltre fatto parte dell'organico dell'UC Berkeley.
Per la stagione 2018 tuttavia disputa la Toppserien 2018 con lo Stabæk, tornando così con il club di Bærum che l'aveva fatta debuttare nel massimo campionato nazionale. Dopo aver ottenuto un'agevole salvezza, nella stagione successiva lo Stabæk perde di competitività, non riuscendo a staccarsi dal fondo classifica e concludendo il campionato 2019 all'undicesimo e penultimo posto, posizione che obbliga il club alla prima retrocessione nella sua storia sportiva.
Nel 2020 si trasferisce al Sandviken, dove cambia ruolo giocando a centrocampo, cogliendo con il club di Bergen il suo primo trofeo in carriera la stagione seguente, la vittoria del titolo di campione di Norvegia 2021 e il conseguente accesso alla UEFA Women's Champions League per la stagione 2022-2023.
A inizio gennaio 2023 ha lasciato la Norvegia e si è trasferita in Inghilterra al Brighton & Hove, partecipante alla Women's Super League, la massima serie inglese.

### Nazionale
Bergsvand  inizia ad essere convocata dalla Federcalcio norvegese (NFF) dal 2010, inizialmente nella formazione Under-16, con la quale disputa la Nordic Cup. In seguito veste la maglia della Under-19, marcando tra il 2012 e il 2013 16 presenze tra amichevoli e qualificazioni all'Europeo di Galles 2013. Condivide con le compagne il percorso che vede la sua nazionale conquistare l'accesso alla fase finale come migliore seconda della fase élite, per poi essere eliminata già alla fase a gironi.
Nell'estate 2021 arriva anche la sua prima convocazione da parte del commissario tecnico Martin Sjögren nel ritiro della nazionale maggiore, con la quale debutta il 16 settembre 2021, nel primo incontro della fase di qualificazione, gruppo F della zona UEFA, al Mondiale di Australia-Nuova Zelanda 2023. Già al suo primo impegno con la formazione senior si fa notare, aprendo le marcature al 10' sulle avversarie dell'Armenia, incontro poi concluso con la vittoria per 10-0 della sua nazionale. Sjögren continua poi a darle fiducia convocandola con regolarità e inserendola in rosa con la squadra che affronta l'Algarve Cup 2022.

## Palmarès

### Club
- Campionato norvegese: 2

Sandviken: 2021
Brann: 2022
- Campionato norvegese femminile di seconda divisione: 1

Lyn: 2017